# 梅花山站
梅花山站是位于贵州省毕节市威宁彝族回族苗族自治县二塘镇梅花村的一个铁路车站，邮政编码553103。车站建于1965年，是内昆铁路和沪昆铁路的接轨站。现办理客货运业务，车站及其上下行区间均已电气化。车站距离贵阳站271公里，隶属成都铁路局六盘水车务段，是四等站，日均接发列车350列以上。
原贵昆铁路在本站下行设梅花山隧道穿越乌蒙山余脉——梅花山。梅花山两侧分别系长江水系的三岔河和珠江水系的可渡河。梅花山隧道全长3968米，曾是贵昆铁路上最长的隧道，由铁道兵建设。建设过程中有25人死亡，因此在车站旁设有烈士陵园。六沾复线建设中，在本站和扒挪块站区间新建乌蒙山一号、二号隧道穿越梅花山主脉。